# Vojenské neštěstí v pohoří Hakkóda
23. ledna 1902 došlo k rozsáhlé tragédii, když 199 z 210 vojáků 5. pěšího pluku japonské císařské armády umrzlo během cvičného zimního přechodu pohoří Hakkóda. Jedná se o historicky nejhorší tragédii spojenou s horskými výstupy.

## Pozadí tragédie

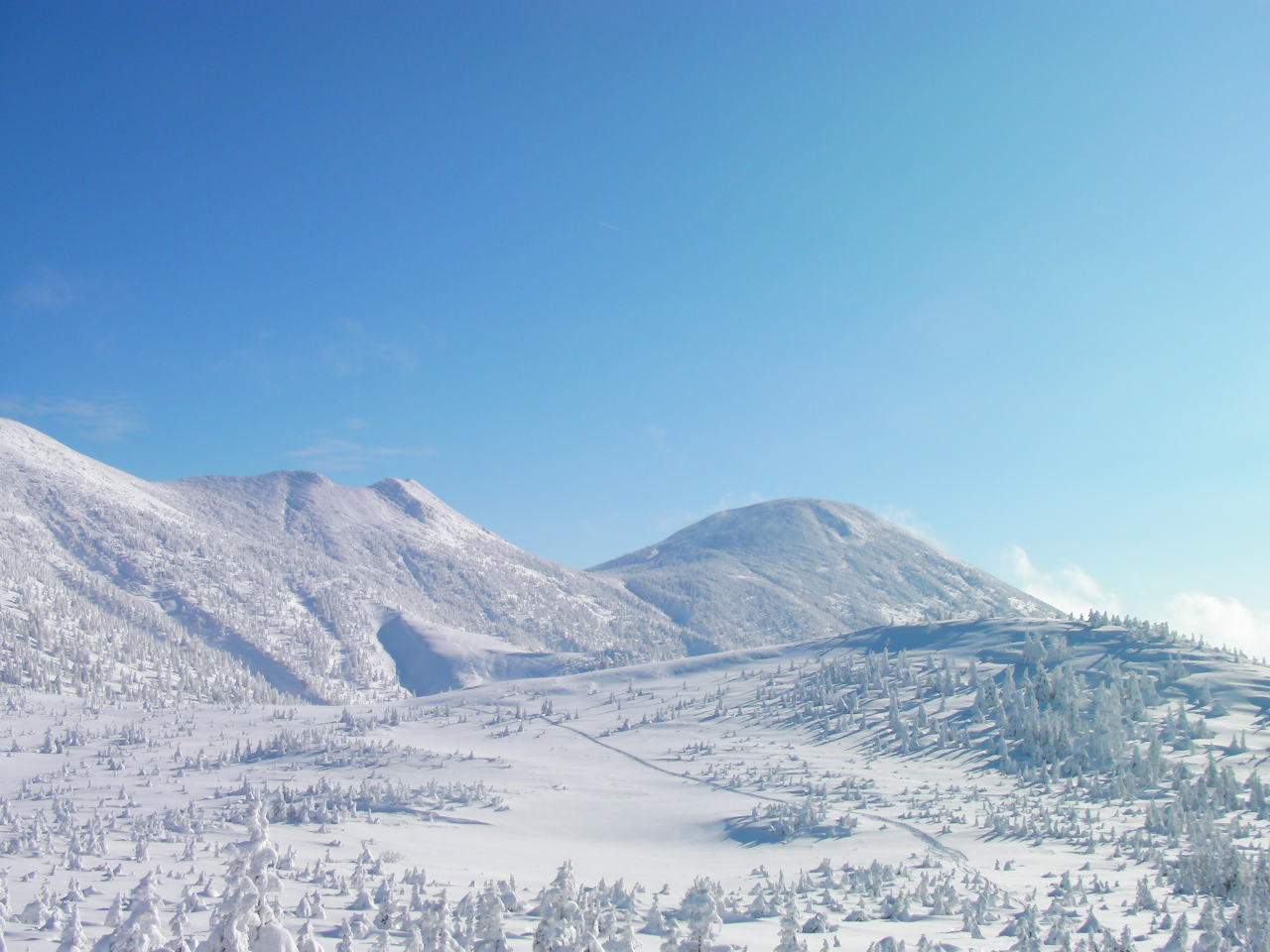
Pohoří Hakkóda v zimě

Od roku 1898 se stupňovalo napětí mezi Ruskem a Japonskem. Rusko stále více rozšiřovalo svůj vliv v Číně a jasně demonstrovalo svůj záměr získat kontrolu také nad Koreou. Japonci se ruské expanze obávali a proto s ním začali vyjednávat. Brzy však pochopili, že Rusové pouze využívají tato jednání ke zdržování za účelem posílení své armády ve východní Asii. Také Japonci se proto začali intenzivně připravovat na hrozící válečný konflikt. Na rok 1902 byla naplánována série cvičení, jejímž cílem bylo zajištění bezpečné cesty přes pohoří Hakkóda pro případ, že by ruské námořnictvo ostřelovalo blízké pobřežní město Aomori a zničilo jeho přístupové cesty. Součástí akce byl také nácvik pohybu v zimních podmínkách, které se daly při případných bojích na ruském území očekávat. Konflikt mezi Ruskem a Japonskem později vyvrcholil vypuknutím rusko-japonské války.

## Průběh neštěstí
Lednového cvičení se měly účastnit dva pluky císařské armády z měst Hirosaki a Aomori. 31. pluk z Hirosaki splnil svůj úkol jako první. 23. ledna 1902 se o přechod pohoří jinou cestou pokusil i 5. pěší pluk s 210 muži z Aomori (ovšem pouze jeden z vojáků z této oblasti opravdu pocházel). Cesta sestávala z 20 km dlouhého pochodu z Aomori k teplému prameni Tashiro. Výprava započala v 6:55 ráno. V 6 hodin večer stanula skupina na vrcholu hory Umatateba, pouhé 4 kilometry od cíle cesty. Krátce na to se strhl silný blizard doprovázený extrémním přívalem sněhu. Celá skupina následně několik dní bloudila na severovýchodní straně pohoří. Vysílení vojáci začali postupně umrzat. 24. ledna se měla jednotka ohlásit po splnění svého úkolu. Ačkoliv se tak nestalo, velení zůstávalo optimistické. Téhož dne byla naměřena nejnižší teplota v historii Aomori -12,3 °C. O den později padl také japonský rekord, když byla ve městě Asahikawa naměřena teplota -41 °C. Teprve 26. ledna byla do pohoří vyslána 60členná pátrací skupina. Ta 27. ledna nalezla desátníka Fusanosukeho Gota, který stál zasypaný ve sněhu a neschopný pohybu. Gotó své zachránce informoval o neštěstí, které jeho jednotku potkalo. Teprve poté byla zorganizována rozsáhlá pátrací akce. Do 2. února se podařilo nalézt dalších 16 přeživších. 6 z nich však zemřelo během několika následujících týdnů. 8 dalších muselo podstoupit rozsáhlé amputace. Až 28. května byl nalezen poslední mrtvý. Z 210 vojáků pochod přežilo pouze 11. Veřejnost byla o neštěstí informována prostřednictvím tisku. V místě neštěstí dnes stojí památník vyobrazující Fusanosukeho Gota, který kvůli omrzlinám přišel o všechny končetiny.

## Vyobrazení v médiích
- Pochod smrti na hoře Hakkóda: Tato kniha Jirra Nitty z roku 1971 se dočkala překladu do anglického jazyka. Ačkoliv se jedná částečně o fikci, stala se nejznámější verzí událostí a inspirovala i později vzniklé filmy.
- Tragédie ve sněhové bouři: Dokumentární kniha Koshu Ogasawari.
- Mount Hakkoda: Film z roku 1977
- Mt. Hakkoda: Film z roku 2014